# 밥 퍼거슨 (정치인)
밥 퍼거슨(Bob Ferguson, 1965년 2월 23일 ~ )는 미국의 정치인이다. 제24대 워싱턴 주지사이다.

## 학력
- 워싱턴 대학교 인문사회 학사
- 뉴욕 대학교 법무박사

## 경력
- 2004.01 ~ 2013.01 킹 카운티의회 의원
- 2009.11 ~ 2013.01 킹 카운티의회 의장
- 2013.01 ~ 2025.01 제18대 미국 워싱턴주 법무장관
- 2025.01 ~ 제24대 미국 워싱턴주 주지사

## 역대 선거 결과
| 선거명      | 직책명                            | 대수 | 정당   | 득표율 | 득표수      | 결과 | 당락                   |
| ----------- | --------------------------------- | ---- | ------ | ------ | ----------- | ---- | ---------------------- |
| 2003년 선거 | 카운티 의원 (킹 카운티 제2선거구) | -대  | 민주당 | 97.89% | 23,606표    | 1위  | 킹 카운티 의원 당선    |
| 2005년 선거 | 카운티 의원 (킹 카운티 제1선거구) | -대  | 민주당 | 74.77% | 45,157표    | 1위  | 킹 카운티 의원 당선    |
| 2009년 선거 | 카운티 의원 (킹 카운티 제1선거구) | -대  | 무소속 | 98.60% | 47,971표    | 1위  | 킹 카운티 의원 당선    |
| 2012년 선거 | 워싱턴 법무장관                   | 18대 | 민주당 | 53.48% | 1,564,443표 | 1위  | 워싱턴주 법무장관 당선 |
| 2016년 선거 | 워싱턴 법무장관                   | 18대 | 민주당 | 67.14% | 2,000,804표 | 1위  | 워싱턴주 법무장관 당선 |
| 2020년 선거 | 워싱턴 법무장관                   | 18대 | 민주당 | 56.43% | 2,226,418표 | 1위  | 워싱턴주 법무장관 당선 |
| 2024년 선거 | 워싱턴 주지사                     | 24대 | 민주당 | 55.51% | 2,143,368표 | 1위  | 워싱턴 주지사 당선     |